# Чемпіонат України з боксу 2011
XX Чемпіонат України з боксу серед чоловіків — головне змагання боксерів-любителів в Україні, організоване Федерацією боксу України, що відбулося з 21 по 27 березня 2011 року в Харкові у приміщенні манежу Харківського тракторного заводу. В турнірі взяли більш, ніж півтори сотні боксерів, що боролися за нагороди у 10 вагових категоріях.

## Медалісти
| Категорія:                         | Золото:           | Срібло:           | Бронза:                                   |
| Перша найлегша вага (до 49 кг)     | Денис Шкарубо     | Денис Козарук     | Денис Ящук Єгор Голуб                     |
| Найлегша вага (до 52 кг)           | Георгій Чигаєв    | Іван Кабанчук     | Олександр Шепелюк Кирило Коломойцев       |
| Легша вага (до 56 кг)              | Павло Іщенко      | Іван Ільницький   | Микола Буценко Олег Малиновський          |
| Легка вага (до 60 кг)              | Василь Ломаченко  | Дмитро Булєнков   | Володимир Матвійчук Сергій Кравець        |
| Перша напівсередня вага (до 64 кг) | Богдан Шелестюк   | Олександр Ключко  | В'ячеслав Кісліцин Микола Бочков          |
| Напівсередня вага (до 69 кг)       | Тарас Шелестюк    | Денис Лазарєв     | Олександр Стрецький Станіслав Подольський |
| Середня вага (до 75 кг)            | Євген Хитров      | Дмитро Митрофанов | Руслан Скрипник Євген Крутько             |
| Напівважка вага (до 81 кг)         | Олександр Гвоздик | Дмитро Булгаков   | Енвер Туктаров Денис Солоненко            |
| Важка вага (до 91 кг)              | Олександр Усик    | Сергій Мельник    | Олександр Яцина Сергій Радченко           |
| Надважка вага (більше 91 кг)       | Роман Капітоненко | Денис Пояцика     | Дмитро Руденький Олександр Тріфонов       |